# 美濃加茂市立西中学校
美濃加茂市立西中学校（みのかもしりつ にしちゅうがっこう）は、岐阜県美濃加茂市西町にある公立中学校。

## 沿革
- 1966年（昭和41年）4月 - 太田中学校と加茂野中学校を統合し開校。校舎未完成のため、旧・太田中学校校舎を太田教室、旧・加茂野中学校校舎を加茂野教室として分散授業とする。
- 1967年（昭和42年）
  - 4月 - 蜂屋中学校を統合する。旧・蜂屋中学校校舎を蜂屋教室とする。
  - 9月 - 現在地に校舎（一期工事）が完成。加茂野教室および蜂屋教室を廃止。2・3年生は新校舎で授業を、1年生は旧・太田中学校校舎での授業となる。開校式を行う。
- 1968年（昭和43年）9月 - 校舎を増築。全生徒が新校舎に移る。
- 1972年（昭和47年）2月 - 体育館が完成。
- 1973年（昭和48年）7月 - プールが完成。
- 1981年（昭和56年）2月 - 武道場が完成。
- 1990年（平成2年）2月 - 校舎を増築。

## 概要
- 全校生徒約750名の学校で、加茂野、蜂屋、太田、中部台、山手の一部に在住する生徒が通っている。
- 日系ブラジル人やフィリピン人ら外国人が多数通学している。

### 学校教育目標
「目標・自ら学ぶ　共に生きる　努力一輪」
教育目標とは別に「人権宣言」なるものが存在する。また、年に2回、生徒会執行部主催の「人権集会」を開き、人権を重んじる活動を積極的に校外にアピールしている。

## 通学区域[1]
- 太田町（長良川鉄道越美南線以北で、かつ岐阜県道63号美濃加茂和良線以東の地域を除く）
- 深田町1丁目、2丁目、3丁目
- 加茂川町1丁目、2丁目、3丁目
- 草笛町1丁目、2丁目、3丁目、4丁目
- 太田本町1丁目、2丁目、3丁目、4丁目、5丁目
- 西町1丁目、2丁目、3丁目、4丁目、5丁目、6丁目、7丁目、8丁目
- 前平町1丁目、2丁目、3丁目
- 蜂屋町上蜂屋（字北方の一部、字野地原、字板堀、字宮脇、字豆栗、字石塚を除く）
- 蜂屋町中蜂屋（字東糠、字西糠、字下伏木、字中伏木、字北尾、字山崎、字山王前、字奥村、字里八、字諸田、字権洞、字四町、字南四町、字真野、字作り洞、字長俣、字柳添、字柿下、字池下、字権現洞、字池奥、字仲坂、字吉岡、字大仲寺、字柿元、字神田、字寺前の一部、字柳下の一部、字伏木を除く）
- 蜂屋町伊瀬入会地（字粟瀬の一部を除く）
- 中部台5丁目、6丁目、7丁目、8丁目、9丁目
- 蜂屋台1丁目、2丁目
- あじさいヶ丘1丁目、2丁目、3丁目
- 山崎町
- 加茂野町今泉
- 加茂野町鷹之巣（詰田川【木曽川支流】以北を除く）
- 加茂野町市橋
- 加茂野町稲辺
- 加茂野町加茂野
- 加茂野町木野

## 進学前小学校
- 太田小学校
- 蜂屋小学校
- 加茂野小学校

## アクセス
- 国道248号線西町8交差点よりすぐ。
- 長良川鉄道越美南線前平公園駅を下車し徒歩約5分。

## 周辺
- 国道248号線
- 岐阜県道63号美濃加茂和良線
- 長良川鉄道越美南線
- JR高山本線
- 太郎八神社
- 太田西公園
- 美濃加茂市西体育館

## 著名な卒業生
- 藤井浩人（政治家、元美濃加茂市市長）
- 益山司（プロサッカー選手）
- 若山耀人（俳優）
- 井戸アビゲイル風果（短距離走選手）